# Phryxe notata
Phryxe notata là một loài ruồi trong họ Tachinidae.